# Нортгейт (Огайо)
Нортгейт (англ. Northgate) — переписна місцевість (CDP) в США, в окрузі Гамільтон штату Огайо. Населення — 7277 осіб (2020).

## Географія
Нортгейт розташований за координатами 39°15′11″ пн. ш. 84°35′34″ зх. д. / 39.25306° пн. ш. 84.59278° зх. д. (39.252953, -84.592682).  За даними Бюро перепису населення США в 2010 році переписна місцевість мала площу 6,61 км², з яких 6,55 км² — суходіл та 0,06 км² — водойми.

## Демографія
Згідно з переписом 2010 року, у переписній місцевості мешкало 7377 осіб у 2691 домогосподарстві у складі 1991 родини. Густота населення становила 1116 осіб/км².  Було 2836 помешкань (429/км²).
Расовий склад населення:
| - 78,8 % — білих - 16,7 % — чорних або афроамериканців - 1,4 % — азіатів - 0,3 % — вихідців з тихоокеанських островів - 0,1 % — корінних американців |

До двох чи більше рас належало 2,1 %. Частка іспаномовних становила 1,3 % від усіх жителів.
За віковим діапазоном населення розподілялося таким чином: 25,6 % — особи молодші 18 років, 60,9 % — особи у віці 18—64 років, 13,5 % — особи у віці 65 років та старші. Медіана віку мешканця становила 38,7 року. На 100 осіб жіночої статі у переписній місцевості припадало 94,2 чоловіків;  на 100 жінок у віці від 18 років та старших — 91,7 чоловіків також старших 18 років.
Середній дохід на одне домашнє господарство  становив 68 567 доларів США (медіана — 62 163), а середній дохід на одну сім'ю — 70 594 долари (медіана — 66 697). Медіана доходів становила 49 715 доларів для чоловіків та 37 925 доларів для жінок. За межею бідності перебувало 7,3 % осіб, у тому числі 9,6 % дітей у віці до 18 років та 5,7 % осіб у віці 65 років та старших.
Цивільне працевлаштоване населення становило 3894 особи. Основні галузі зайнятості: виробництво — 15,9 %, освіта, охорона здоров'я та соціальна допомога — 14,5 %, роздрібна торгівля — 13,9 %.